# Michaił Kaczenowski

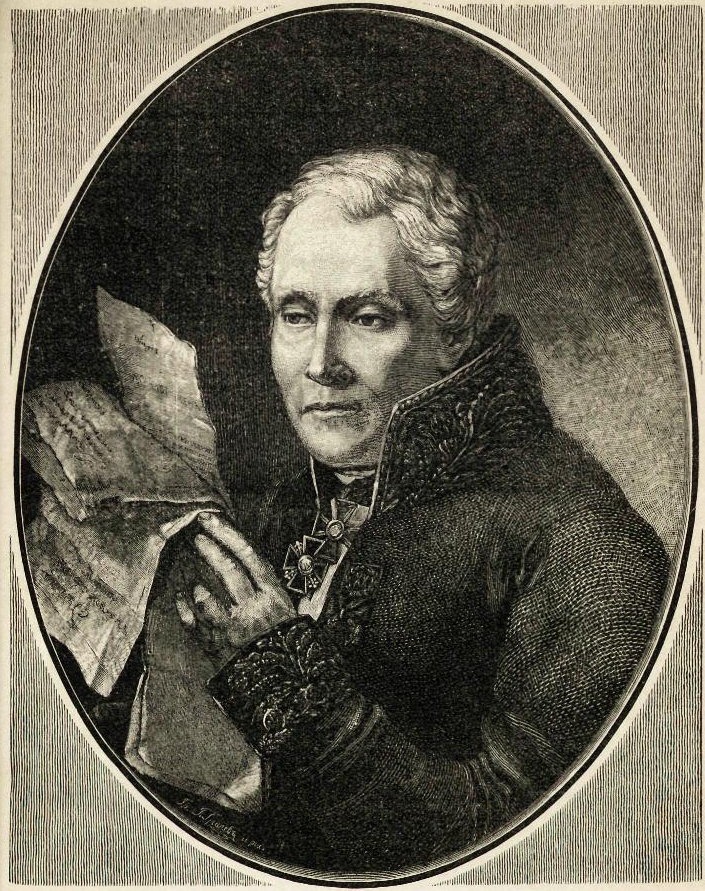
Michaił Kaczenowski na XIX-wiecznej rycinie

Michaił Kaczenowski (ur. 1775 w Charkowie, zm. 1842) – historyk rosyjski, twórca szkoły skeptycznej, tłumacz z języka francuskiego i polskiego.
Po wyjściu z wojska w 1801 został bibliotekarzem u hrabiego Rozumowskiego. W 1805 został profesorem estetyki, archeologii, historii, statystyki i geografii rosyjskiej Uniwersytetu Moskiewskiego; później wykładał literaturę języków słowiańskich. Następnie został dyrektorem instytutu pedagogicznego. W 1830 został cenzorem, a w 1837 – rektorem uniwersytetu. W latach 1805–1807 i 1810–1830 wydawał Wiestnik Europy.
Kaczenowski był cenzorem, który umożliwił wydanie Sonetów Adama Mickiewicza w Wilnie w 1826 roku.